# 奥恩包
奥恩包（德語：Ornbau，發音：[ˈɔʁnbaʊ] ⓘ）是德国巴伐利亚州中弗兰肯行政区安斯巴赫县的城市，面积15.16平方千米，2023年12月31日人口为1,697人。